# Oyanaisy Gelis
Oyanaisy Gelis, née le 21 octobre 1983 à Santiago de Cuba  à Cuba, est une joueuse cubaine de basket-ball, évoluant au poste d'arrière.

## Palmarès

### Championnat du monde
- 11e au Championnat du monde 2014